# Oldschool (Album)
Oldschool ist das zwölfte Studioalbum der Sängerin Nena, das am 27. Februar 2015 von Laugh And Peas veröffentlicht wurde.

## Hintergrund
Am 9. Januar 2015 kam die erste Single des Albums Lieder von Früher heraus, im Mai desselben Jahres die zweite Single Berufsjugendlich. Keine von beiden konnte sich in den Charts platzieren. Am 8. April 2016 veröffentlichte Nena ihre dritte Singleauskopplung Genau jetzt, die sie bei Sing meinen Song – Das Tauschkonzert an der Seite ihrer Tochter Larissa vorstellte. Die Single erreichte Platz 27 der deutschen Charts. In dem Musikvideo zu Genau jetzt spielt neben ihrer Tochter Larissa auch Nenas Mutter mit.
Das Album platzierte sich in Deutschland auf Platz 4.

## Rezeption
- Sven Kabelitz, Musikkritiker von laut.de, befand: Nena liefere mit Oldschool „genau jenes massentaugliche Produkt, das ihr Zielpublikum von ihr erwartet“.[1]

## Titelliste
1. Oldschool
2. Lieder von früher
3. Genau jetzt
4. Ja, das wars
5. Betonblock
6. Mach doch, was ich will
7. Berufsjugendlich
8. Sonnemond
9. Jeden Tag
10. Ein Wort
11. Magie
12. Kreis
13. Pi – Ich rechne mit allem
14. Peter Pan
15. Bruder
16. Schicksal
17. Oldschool (Extended) (Samy Deluxe + Afrob)

## Chartplatzierungen
| ChartsChartplatzierungen | Höchstplatzierung | Wochen |
| ------------------------ | ----------------- | ------ |
| Deutschland (GfK)        | 4 (14 Wo.)        | 14     |
| Österreich (Ö3)          | 10 (6 Wo.)        | 6      |
| Schweiz (IFPI)           | 19 (6 Wo.)        | 6      |